# Szabadság (politika)
A politikai szabadság a szabad elhatározáson alapuló döntések meghozatalának joga.

## Típusai
A politikai szabadság fogalma szorosan összekapcsolódik az állampolgári és emberi jogok körével. A demokratikus társadalom megszerveződésének alapja, hogy az állam intézményi, jogi, erkölcsi és minden egyéb eszközzel kiáll polgárai különböző szabadságaiért. E jogokat az alkotmány biztosítja. Ezek közül néhány:
- a gyülekezés szabadsága
- az egyesülés szabadsága
- az oktatás szabadsága
- mozgásszabadság
- szabad sajtó
- szabad vallásgyakorlás
- gondolati szabadság
- véleményszabadság
- szólásszabadság
- szexuális szabadság

- a tudományos és a művészi élet szabadságának joga

## Nézetek
A klasszikus politikafilozófiában a politikai mező aszerint oszlik meg, hogy az egyes csoportosulások hogyan viszonyulnak a szabadsághoz, hogyan értelmezik a politikai szabadságot, mit tartanak „valódi” politikai szabadságnak. Friedrich August von Hayek jelzi: a „szabadság” volt az a szó, amelynek használatával a legtöbbet élnek és visszaélnek a modern történelem és napjaink folyamán. 
A liberális szabadságértelmezés szerint az államnak és egyes személyeknek nem szabad beleavatkozniuk egyének döntéseibe, amíg azok nem korlátoznak mást a saját szabadságaiban. A liberális felfogásnak társadalmi, politikai és gazdasági dimenziókban egyaránt a legszélesebb szabadságot adó koncepciója van a klasszikus nézetek közül.
A baloldali értelmezés ezzel szemben a szabadság mint lehetőség elképzelését hangsúlyozza. A szabadságot úgy képzeli el, hogy mindenkinek meg van a lehetősége megvalósítani elképzeléseit és potenciális lehetőségei nem függhetnek anyagi és társadalmi pozíciójától. 
Az anarchizmus egyes ágai a pozitív és negatív szabadságok elkülönüléséről beszélnek.
Vannak olyan gondolkodók, akik a szabadságot a demokrácia szinonimájának tekintik, mások ellentmondásokat fedeznek fel a két fogalom között. Vannak, akik úgy érvelnek, hogy Irak Szaddám Huszein megbuktatása után szabad volt, hiszen az amerikai irányítás alatt álló országban az emberi jogok érvényesülhettek és az ország racionális politikai döntések meghozatalával elindult a fejlődés útján. Mások szerint az ország pont Huszein alatt élt nagyobb szabadságban, hiszen akkor nem volt gyarmat. Van egy nézet, amely szerint sem a diktatúra, sem a gyarmati lét nem jelenthet szabadságot. 
A környezetvédelmet politikai síkon megközelítők szabadságértelmezésében szerepel egyfajta társadalmi megegyezés igénye a környezeti rendszerek használatáról. Azzal érvelnek, hogy nem létezik például a „szennyezés szabadsága”.
Több filozófiai érvrendszer alakult ki a szabadság értelmezéséről. Elkülönítették a szabadság különböző fajtáit. A deterministák úgy vélik, hogy minden előre el van rendelve, így a szabadság csak illúzió. Isaiah Berlin filozófiájában is szerepelt a negatív és a pozitív szabadság szétválasztása.

## A legújabb változások
A modernitásban a szabadság a világban való terjedését sokan a demokráciákban élők számának növekedésével és az emberek a döntéshozatalban való egyre nagyobb részvételével rokonítják.
A XX. század gyökeres fordulatot hozott ezen a téren, hiszen a gyarmatok sorban szabadultak fel.

## Idézetek
- "Ελευθερία ή θάνατος" (Szabadság vagy halál)
 – a görög függetlenségi háború jelszava
- "Adjatok nekem szabadságot vagy öljetek meg!" 
–Patrick Henry
- "Az ember szabadnak születik, mégis mindenhol meg van láncolva." 
–Jean-Jacques Rousseau
- "Sloboda ili Smrt" (Szabadság vagy halál)
–Egykori macedón mottó
- "Azok akik feladnák alapvető szabadságukat egy ideiglenes biztonságért, nem érdemelnek sem szabadságot, sem biztonságot"
–Benjamin Franklin
- "Az alkotmány erőssége az állampolgárok elkötelezettségében áll, hogy megvédjék. Az alkotmányos jogok csak akkor vannak biztonságban, ha minden egyes állampolgár kötelességének érzi, hogy kivegye részét ebben a védelemben."
–Albert Einstein
- "Szabadon élni vagy meghalni"
–New Hampshire mottója